# コスタ・コンコルディアの座礁事故
コスタ・コンコルディアの座礁事故（コスタ・コンコルディアのざしょうじこ）は、2012年1月13日、コスタ・クルーズ所有のクルーズ客船コスタ・コンコルディアが、イタリアのジリオ島付近にある浅瀬で座礁し、浸水・転覆した海難事故である。

## 事故の概要

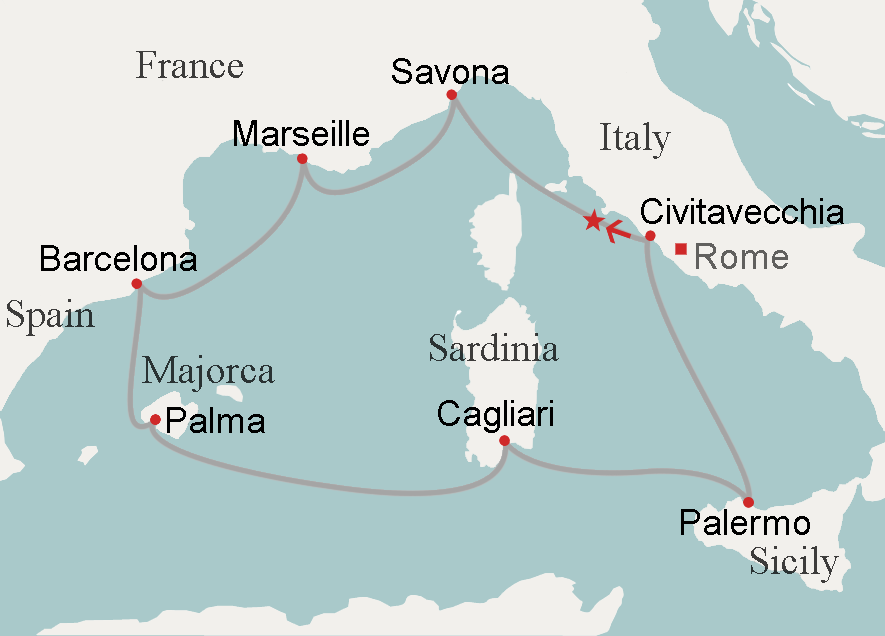
コスタ・コンコルディアの事故当時のクルーズコース。点は寄港地で、★は事故地

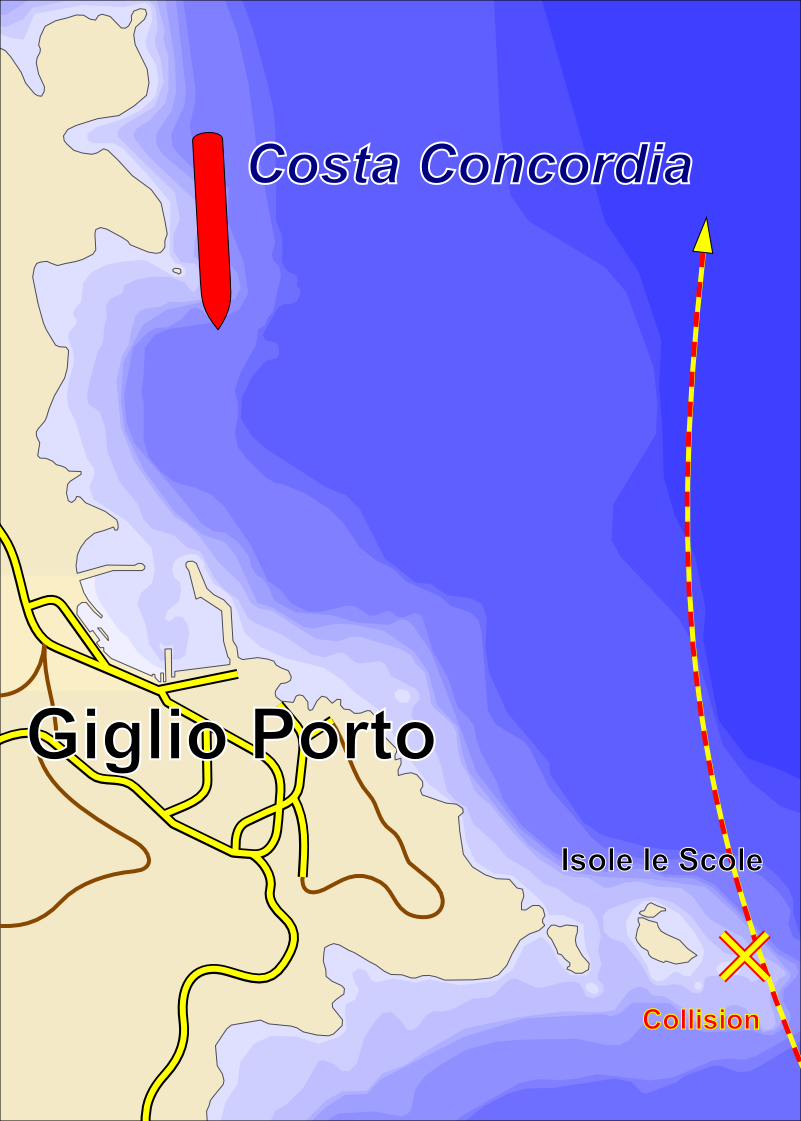
座礁地点周辺の深さを表した地図。

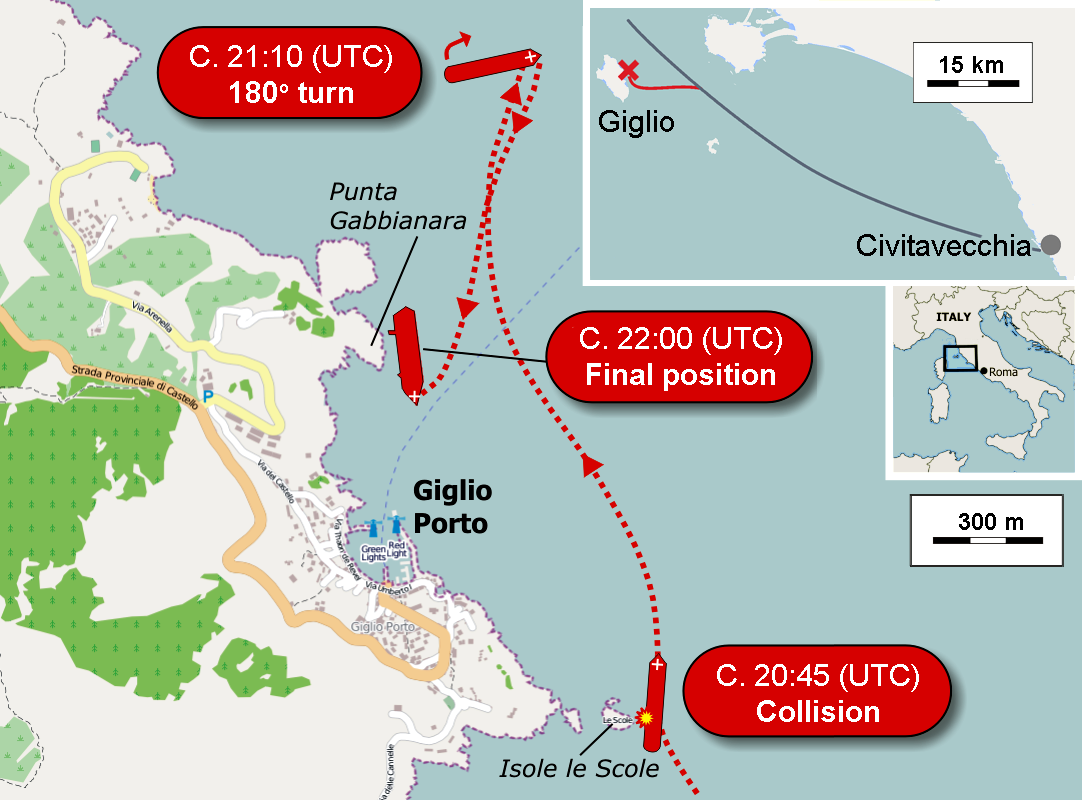
ジリオ島付近の座礁地点

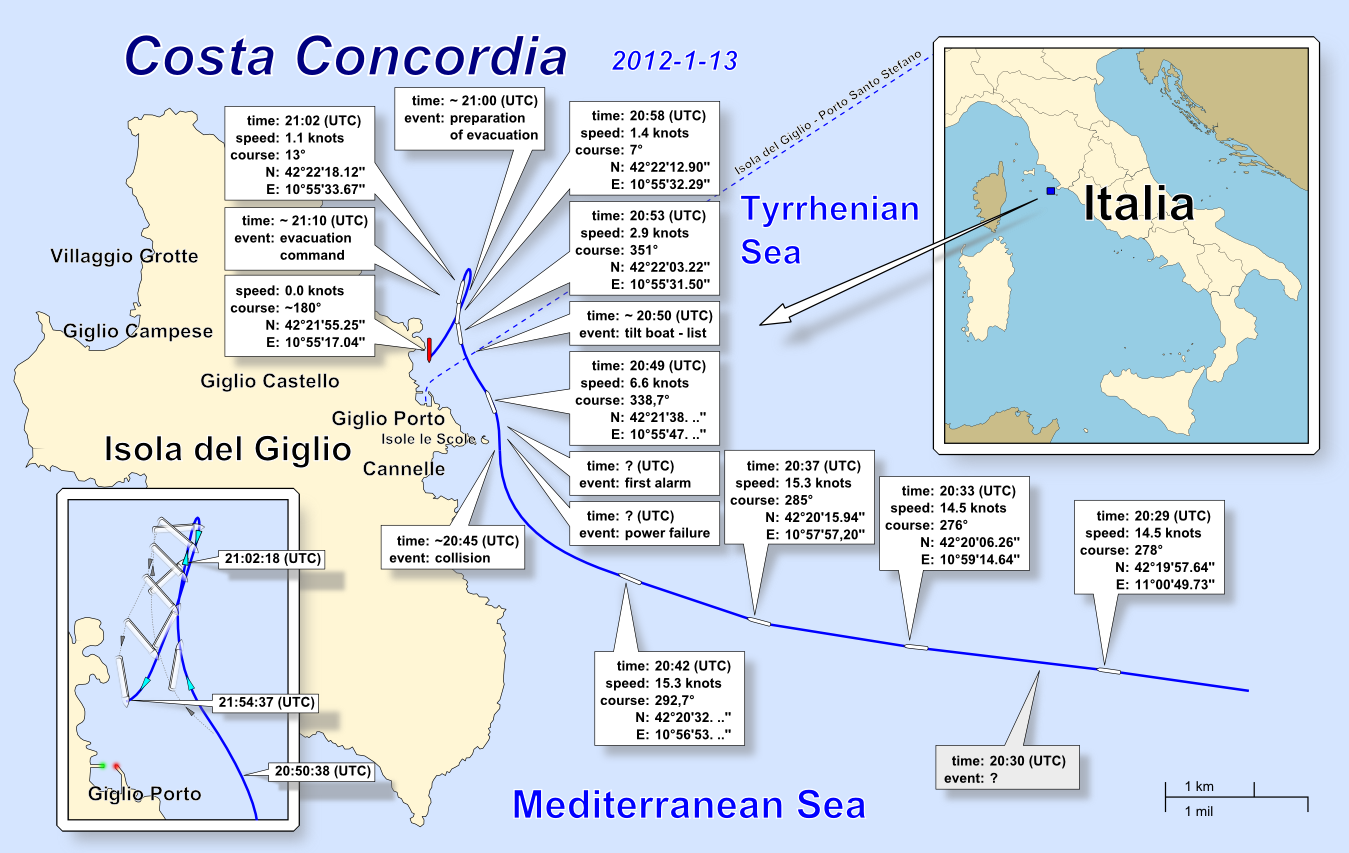
座標までの進路
右下に見える青色の実線から左手に伸びる青色の破線が所定の航路（本来の進路）、オレンジ色の破線が実際に本船がたどった進路。

2012年1月13日（金曜日）の21時42分頃（現地時間）、コスタ・コンコルディアがトスカーナ州沖合のジリオ島付近の浅瀬に座礁した。船体に大きな亀裂が入り、数分後には機関室が浸水し動力を失った。その後も船は傾きながら惰性で走行し続けたが、22時44分に右舷側に70度傾いた形でほぼ沈没して停止した。
同船はイタリアのチビタベッキア発着の7日間西地中海クルーズの途中で、チビタベッキア港を出港して同国サヴォナ港へ向かう途中であった。事故発生は出航日の夕食時であり、航海が順調であればイタリアのサヴォナ、フランスのマルセイユ、スペインのバルセロナ、パルマ・デ・マヨルカ、イタリアのカリアリ、イタリアのパレルモに寄港する予定だった。
座礁から約1時間後に警報が鳴らされたが、乗組員はSOS海難信号を出さなかった。港の管制施設との連絡をとったのも、地上オペレーター側からであった。また、携帯電話で警察に通報したのも乗客であった。
同船には座礁時、イタリア人989人、ドイツ人569人、フランス人462人、スペイン人177人、アメリカ人126人、クロアチア人127人、ロシア人108人、オーストリア人74人、スイス人69人、日本人43人、中国人38人（うち香港から26人）、イギリス人25人、オーストラリア人21人、アルゼンチン人17人、台湾人13人、カナダ人12人、ポルトガル人11人、コロンビア人10人、チリ人10人、トルコ人9人、その他を含む3,276人（定員4,200人）の乗客と、約1,023人の乗組員、合計4,299人が乗船していた。
日本人乗客の多くは団体旅行客で、ローマ日本大使館は乗船していた43人全員が無事であったと発表した。救出後はほぼ全員がローマ市内のホテルに滞在し、1月17日にローマ発の航空便で成田空港へ帰国している。
イタリアのクリニ環境相は、コスタ・コンコルディアは事故当時約2,380トンの燃料（ほぼ満タン）を積んでおり、漏れ出さないよう防護壁で覆っていることを明らかにした。しかし、1月16日には船から何らかの液体が流出しており、政府はジリオ島周辺の環境が脅かされるおそれがあるとして1月20日に非常事態宣言を発令した。燃料流出に備えて汚染除去作業を行う企業が待機し、抜き取りには最低2週間かかる見通しが示された。しかし、ダイバーによる捜索活動が終了しないと、抜き取り作業を始めることができないため、ジリオ島のオルテッリ市長は燃料抜き取りの重要性を強調し、環境や交通の観点から船体の早期撤去を求めた。同島は海洋保護区に指定されており、夏季は自然を楽しむ観光客で賑わう。
コスタ・コンコルディアには総額4億500万ユーロの保険がかかっており、海難事故の保険金支払額としては史上最高の10億ドル（約767億円）に達する可能性がある。さらに、損害賠償、悪天候による被害の拡大や環境問題などで金額がさらに嵩む可能性もあり、各保険会社が対応に当たった。
1月19日には、アメリカのデジタルグローブが座礁したコスタ・コンコルディアを17日に撮影した衛星写真が公開された。
なお、コスタ・クルーズ社は2010年にもエジプトのシャルム・エル・シェイクで乗員3名が死亡する事故を起こしている。
2010年欧州ソブリン危機（ヨーロッパ経済危機）の最中に起こった今回の事故は、クルーズ船業界に多大な経済的ダメージを与える可能性が示された。
また、事故が起きたのは1912年4月14日のタイタニック号沈没事故からちょうど100年目にあたる年で、同じ客船の海難事故という点から、事故をタイタニック号に例える乗客も少なくなかった。同船にはタイタニック号犠牲者の遺族も乗船していた。さらに、座礁当時に船のレストランでBGMとして映画『タイタニック』のセリーヌ・ディオンによる主題歌「マイ・ハート・ウィル・ゴー・オン」が流れていたことが、1月19日にスイス人乗客の証言により判明した。また、事故が起きた日は、ちょうど13日の金曜日であった。

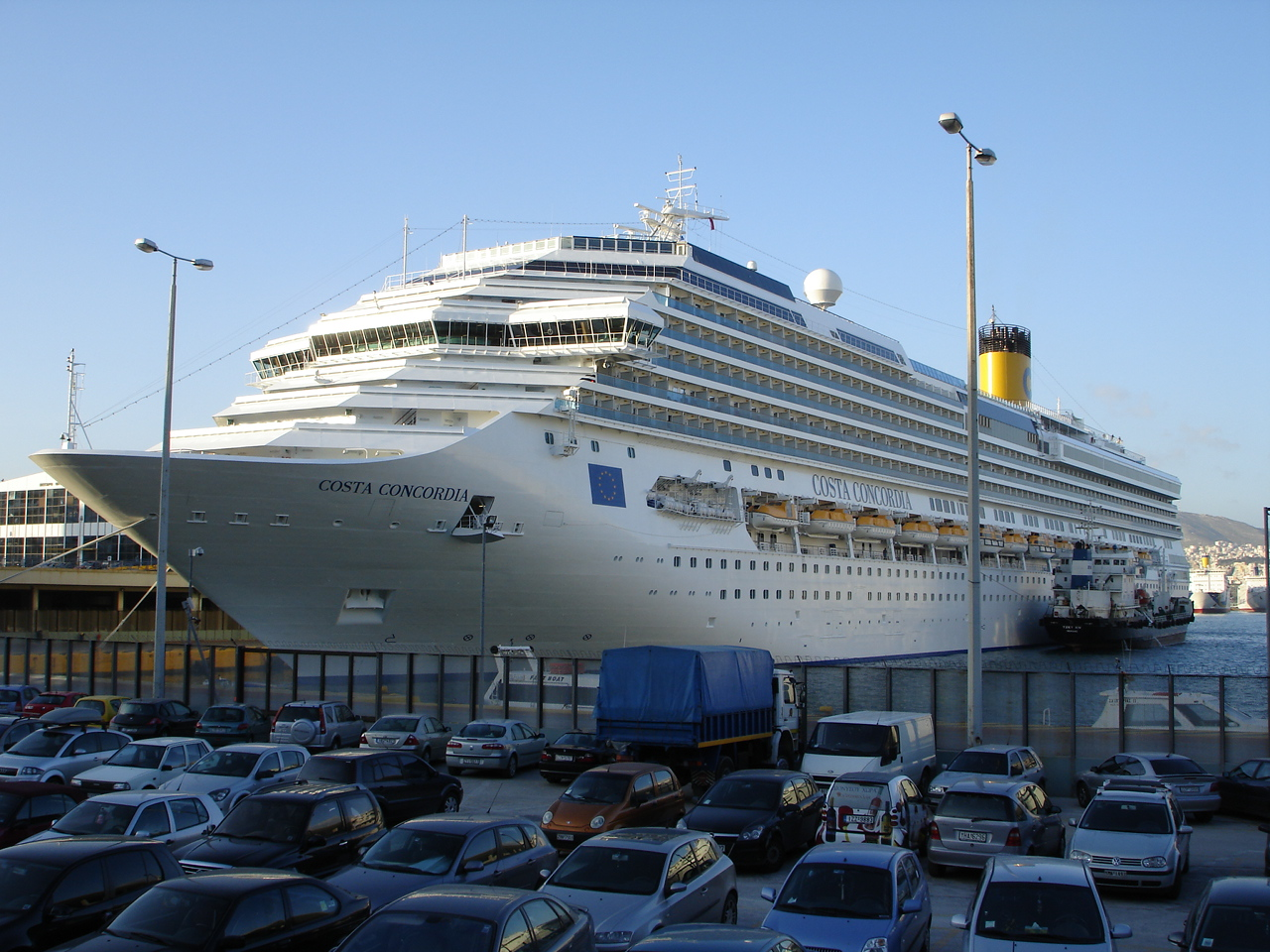
事故前の姿
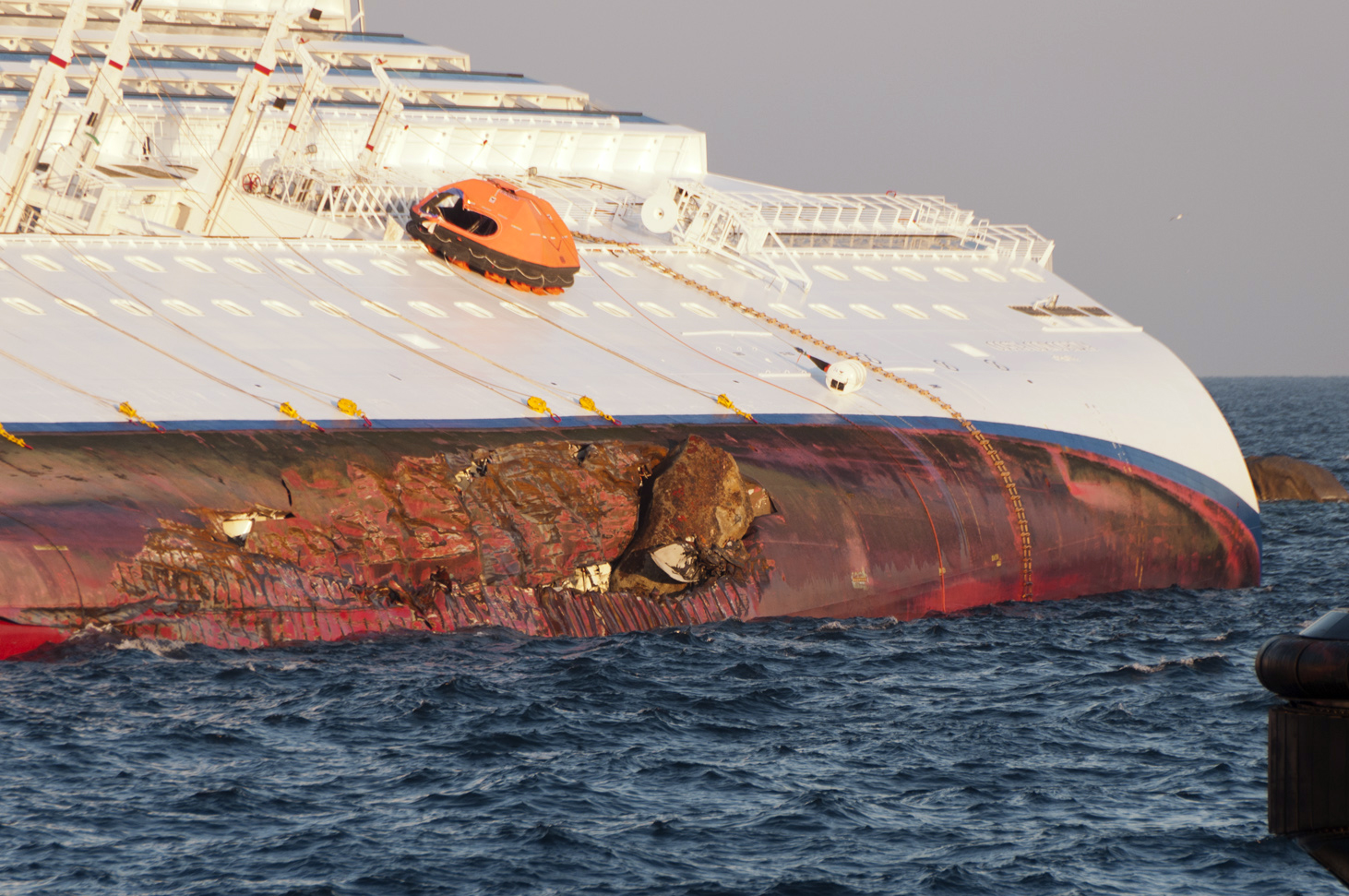
損傷部分。船底から岩が見えている。
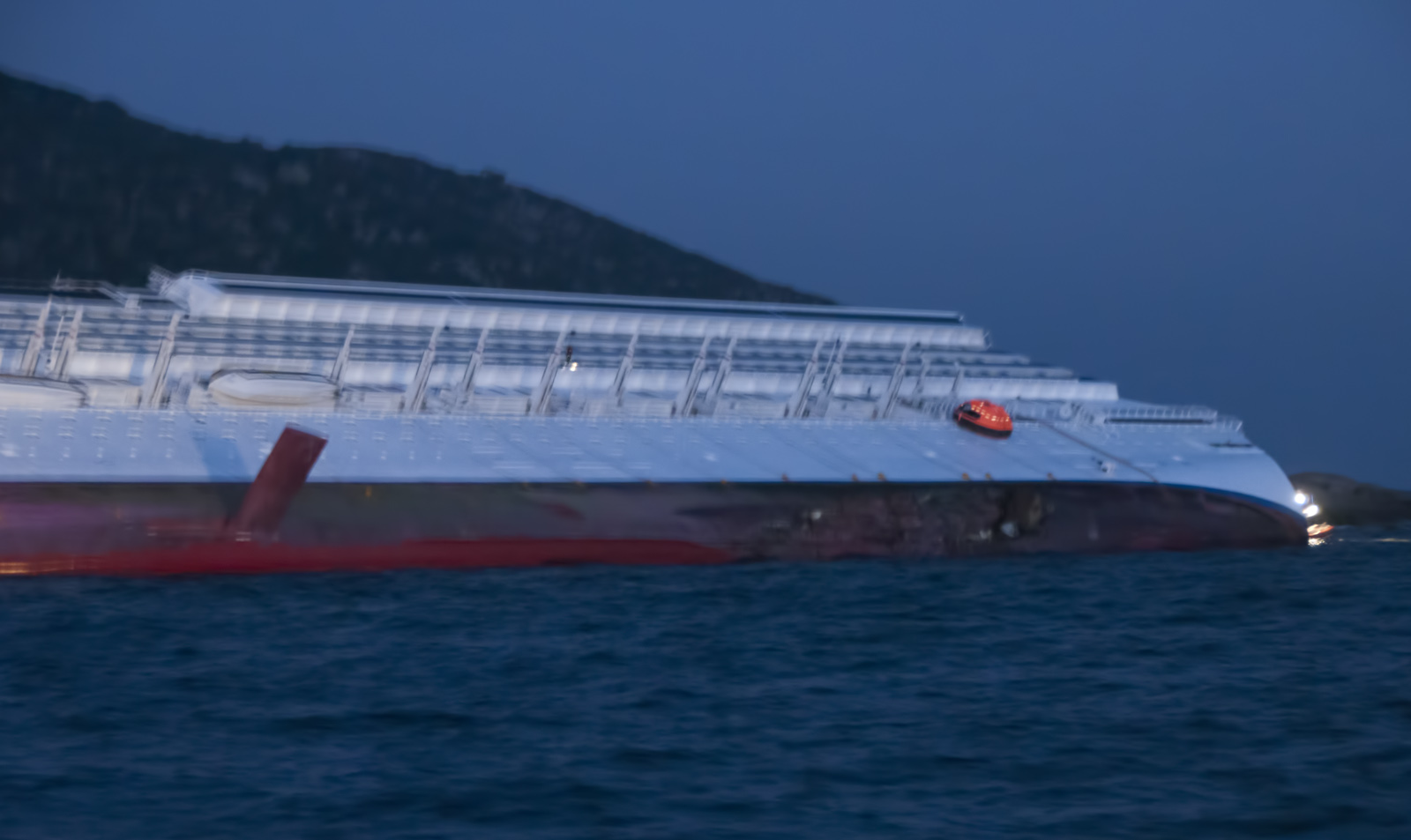
転覆した客船

## 事故原因
事故原因について、イタリアの船乗りが陸の人に行う挨拶の風習である「インキーノ（inchino、お辞儀）」がジリオ島で恒例化していたという指摘がある。ジリオ島のオルテッリ市長によると、島付近を通るクルーズ船の多くは、サイレンを鳴らして島民に挨拶をし、照明された船を陸地から見るのは素晴らしいショーであったという。しかし、1月15日にこの発言を訂正し、「コスタ社の船長の中には、ジリオ島に住んでいる引退したかつての同僚たちに『敬意を払う』人もいるが、それが行われるのは常に『安全な条件』の場合だけだった」と述べている。
コスタ・クルーズの会長であるピア・ルイジ・フォッシは、船の航路はチビタベッキア港を出港する前にコンピューターに設定されており、島へあれほど近づくはずはなく、船長が会社側に連絡せず進路変更したと1月16日に語った。
船長は「同島出身の給仕長のために島に近づいた」と語った。給仕長は1月13日の夜に突然船長にデッキへ呼ばれ、「見ろ、君のジリオ島だよ」と言われたという。給仕長が「島に近づきすぎている」と言った直後に事故が起こったという。また、ジリオ島在住の給仕長の妹はフェイスブックに「間もなく、コスタ・コンコルディアがとても近くを通過する」「サボナへ向かう私の兄に挨拶しなきゃ」などと綴っていた。給仕長の父親は、「客船は毎週航行しているが、息子が島に船を近づけるように頼んだことは、今回を含めて一度もない」とコメントした。給仕長は、事故原因が自分にあることを知りショックを受けていた。
後に船長が語った話によると、以前にも3、4回同ルートを通ったことがあり、今回は転進を指示するのが遅れたという。また船長は、海図によると航路は岩から300m離れていて安全上問題はなかったはずだと語っていた。しかし、通常は、3〜5㎞ほど沖合を通っていたという。

## 船長の行動
事故当時、船長のフランチェスコ・スケッティーノは、ワイン片手に若い女性と食事中であった。また、「船長は乗客らより先にジリオ島に避難しているのを沿岸警備隊関係者に見とがめられ、船に戻るよう促されていた」と地元メディアが伝え、緊急事態にもかかわらず、スケッティーノが船を放棄して先に避難していたという疑いが強まっている。これは、海洋規則の違反にあたる。また、国外へ逃亡しようとした疑いもある。
これに対してスケッティーノ側は、「私たちは最後に船を離れた」と反論をし、さらに、「犠牲者が出たことは残念だが、いかりを下ろすなど自分の執った措置によって多くの命が救われた」とも語っていたが、後に乗客を置き去りにしたことを認め、「座礁した船の上で転び、偶然、救命ボートの中に落ちた」と主張した。スケッティーノは1月14日夜、地元検察により過失致死や操船放棄などの容疑で身柄拘束される。スケッティーノには、最高で12年の禁錮刑が科される可能性が指摘されている。また、船の甲板で、スケッティーノが飲酒をしていた疑惑も出た。
1月17日には、スケッティーノとリボルノ港湾監督事務所との交信記録が公開された。
1月19日には、スケッティーノとリボルノ港湾監督事務所とが最初に行っていた交信も公開された。
1月19日には、スケッティーノを擁護するモルドバとルーマニアの二重国籍を持つバレリーナのドミニカ・チョモルタンという女性が現れ、「船長は、会社でも最高の船長だ。あらゆる手を尽くして乗客の命を救った英雄だ。乗員も皆プロらしく働き、乗客を救った」と語った。しかし、事故当時の乗員名簿にチョモルタンの名前は無く、メディアなどは、スケッティーノの個人的な招待客と見ている。チョモルタンは、自分の25歳の誕生日を祝うために、乗船したという。チョモルタンは、11時50分ごろ船から避難したとき、「まだ甲板で作業するスケッティーノ船長を見た」と証言した。2013年10月29日、事故の公判にチョモルタンが出席し、スケッティーノとは愛人関係にあることを認めた。また、料金も支払っていないと証言した。
1月19日、コスタ・クルーズはスケッティーノを停職処分とした。
船長は、2002年からセーフティーオフィサーとして入社し、その後スタッフキャプテンを経て、2006年にキャプテンに昇格しており、加えて、乗務員が受ける定期テストを全てパスしていた。目立ちたがり屋で、乗組員と性格が合わなかった。事故当時52歳であった。

## 事故の対応

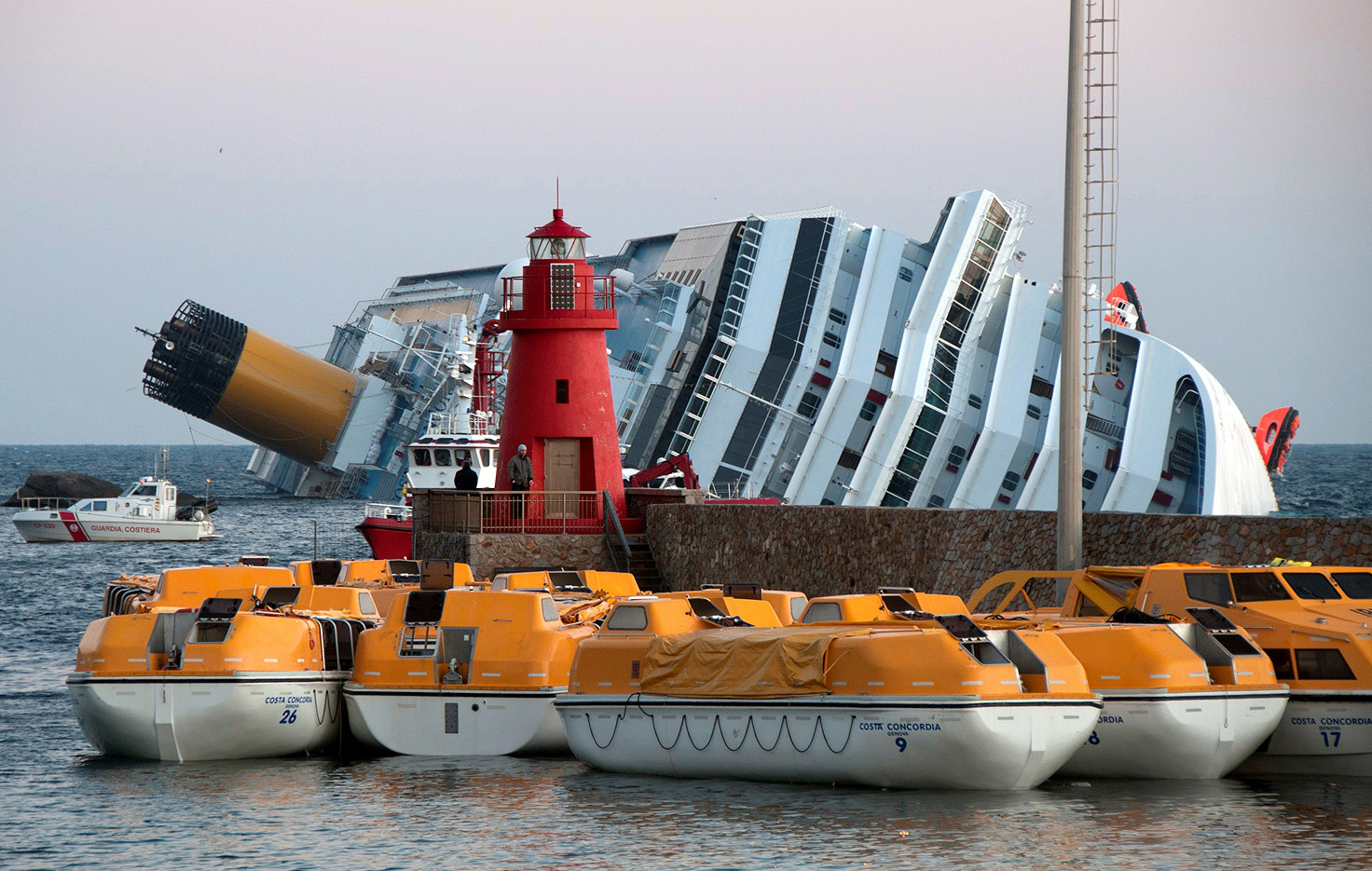
救命ボートと傾いたコスタ・コンコルディア

船から避難する準備ができるまで約45分かかったとされ、対応の悪さに批判的な意見が相次いでいる。避難指示はなく、救命ボートも満員の状態で乗ることのできなかった人もいる。また、「乗組員を全く見かけなかった」「『部屋に入れ』と言われた後、『部屋を出ろ』と言われた」「乗組員は慌てていた」「乗客自ら救命ボートを出していた」「具体的な救助作業は行われなかった」「救命ボートには錆び付いて使えないものがあった」などと語る乗客もいる。結局、救命ボートに乗れず、横倒しになって海底に着底した船体に残って翌朝まで救助を待った乗客も多数居た。
乗組員は、2週間に1回、事故対応の訓練を受けていたが、事故は出発1日目であったため、訓練前であった可能性がある。一部の乗客（約100人）は島まで泳ごうとして避難が始まる前に冷温の海へ飛び込み、多数の溺死者などが出る。日本人乗客の一人は、「船内に乗客が残っているにもかかわらず、避難ボートには乗客より乗組員のほうが多く、さらに笑いながら食事をし、最後まで謝罪の一言がなかった」と証言している。
乗組員の出身地は、40カ国にものぼり、お互いに言語が違ったことが、救助作業を困難にした可能性もある。乗組員の大半は、船員の資格を保有しておらず、その点ホテルスタッフと同じだった。
事故2時間後にして、ようやく「救命スーツを着用し、上甲板に出るように」という指示が出された。これは、会社に暗礁に衝突したと連絡が入ってから1時間後だった。また、19日には、乗客が1月13日10時22分ごろに携帯電話で撮影した映像が、国営イタリア放送協会によって公開され、乗員が「問題は解決した。客室にお戻りください」「船長に代わって申し上げます。電気系統のトラブルは解決したので、客室かサロンにお戻りください」などと呼びかけていたことが判明した。

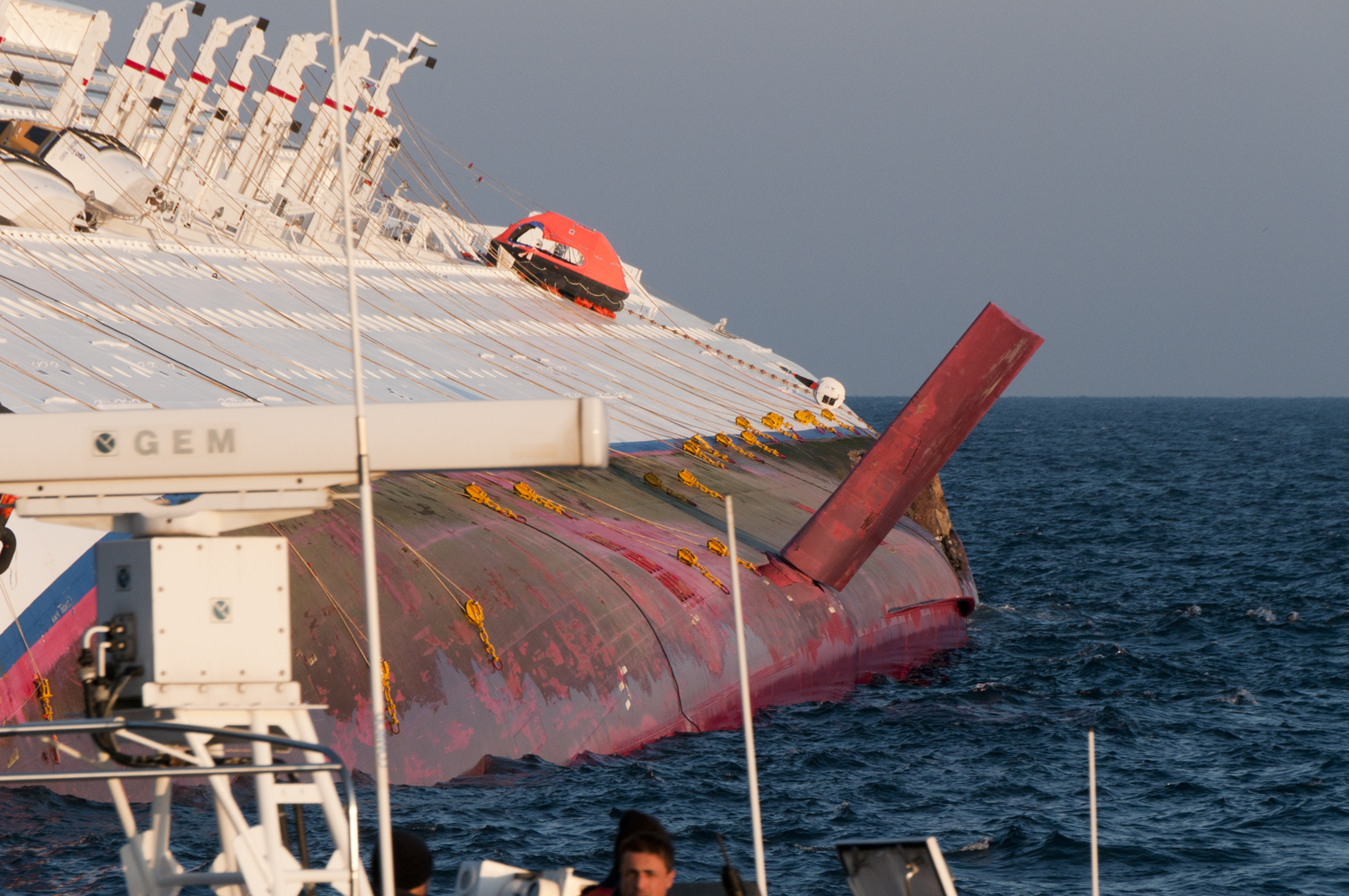
救命ボートを出し終えたコスタ・コンコルディア
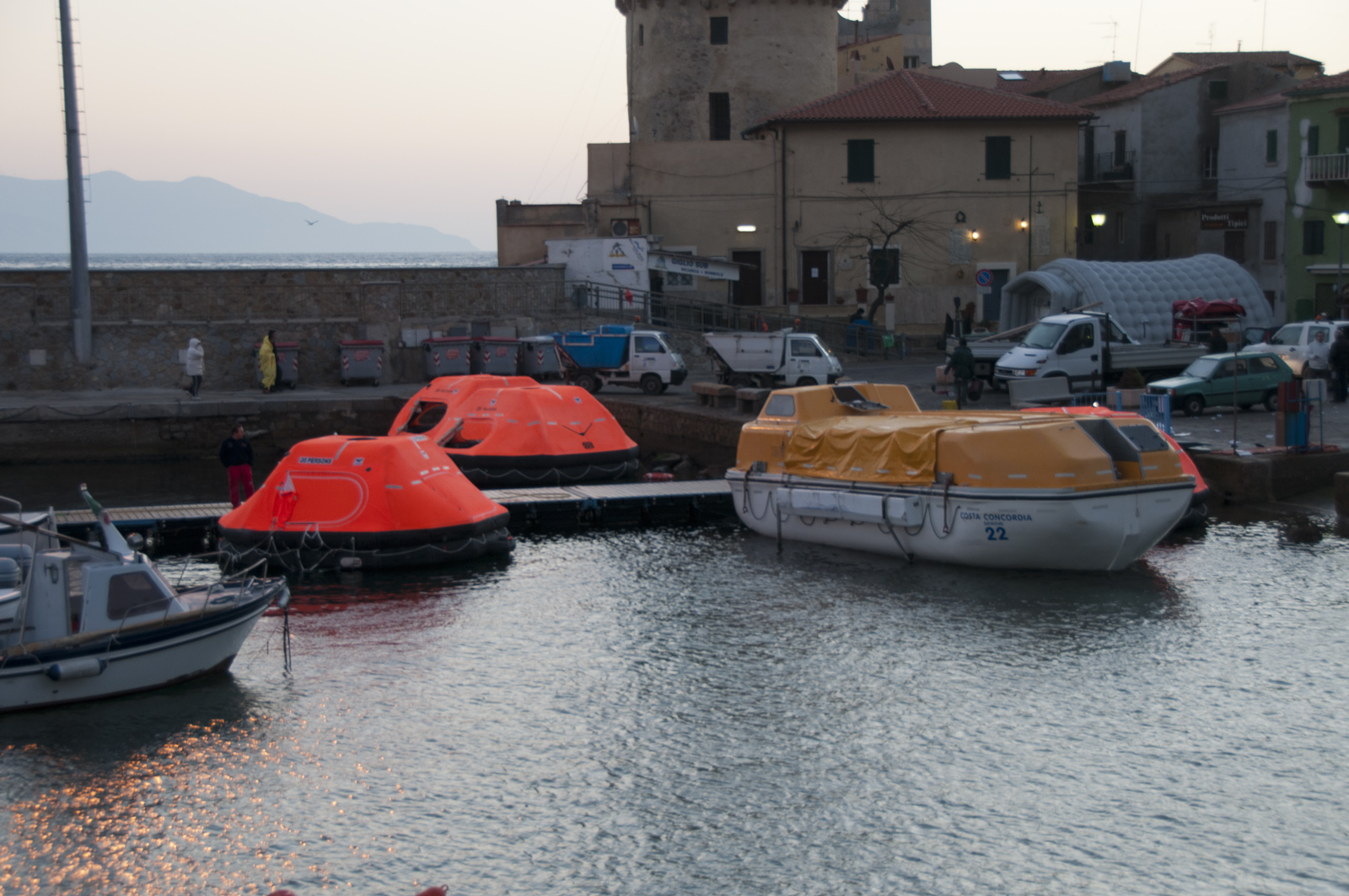
ジリオ島に到着した救命ボート
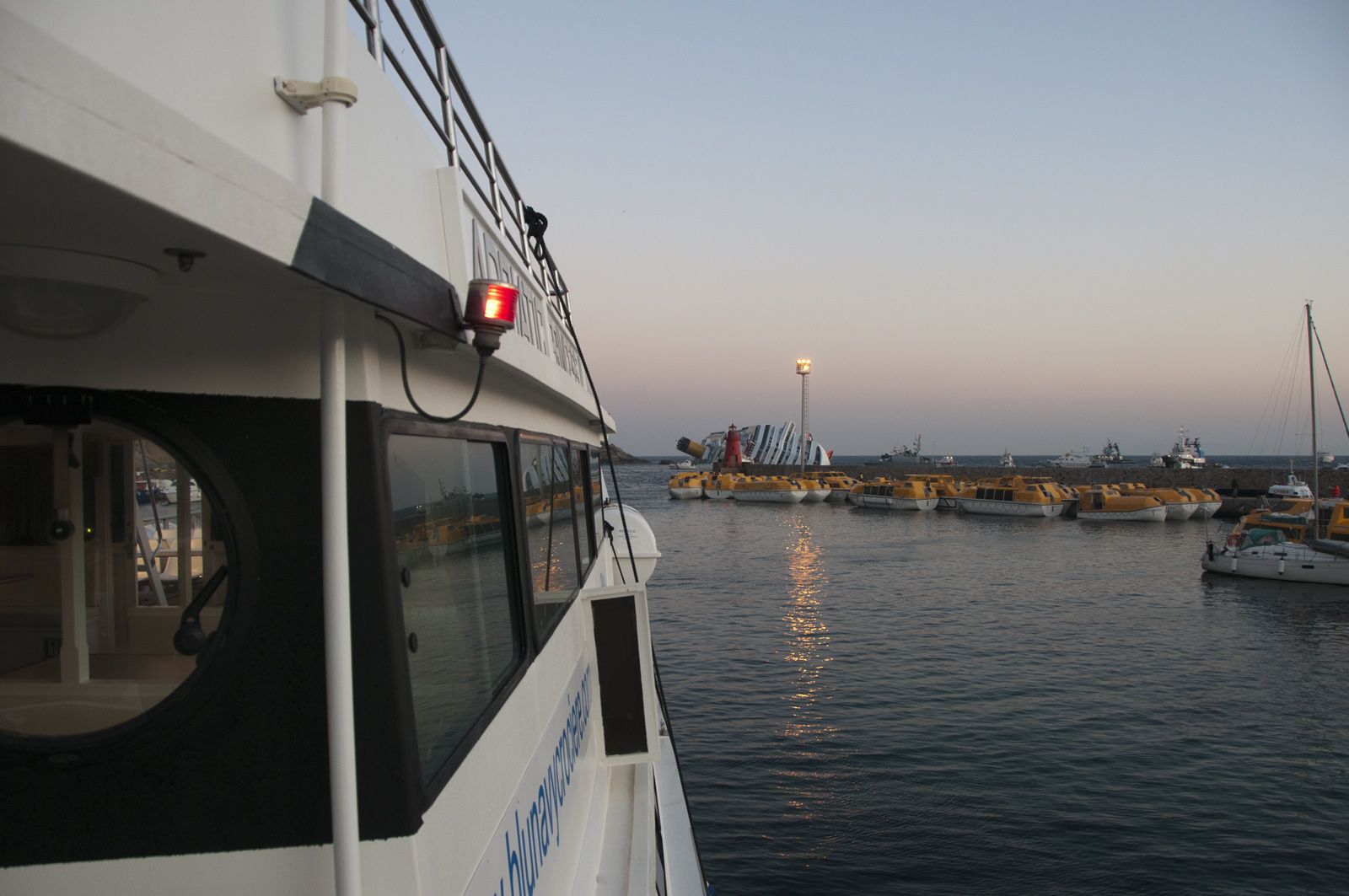
沖に傾いて見えるコスタ・コンコルディア
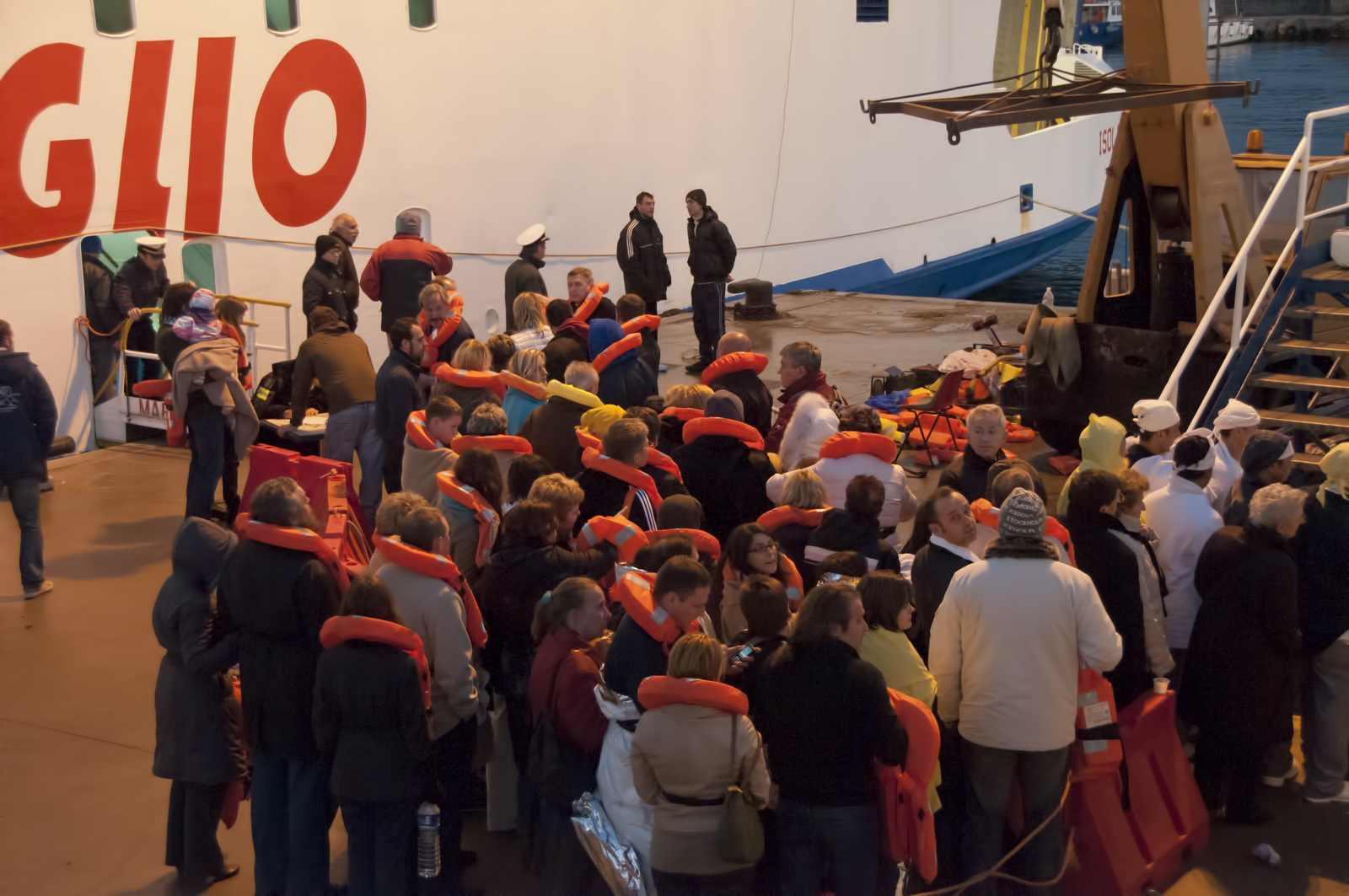
救命器具を付け避難する乗客
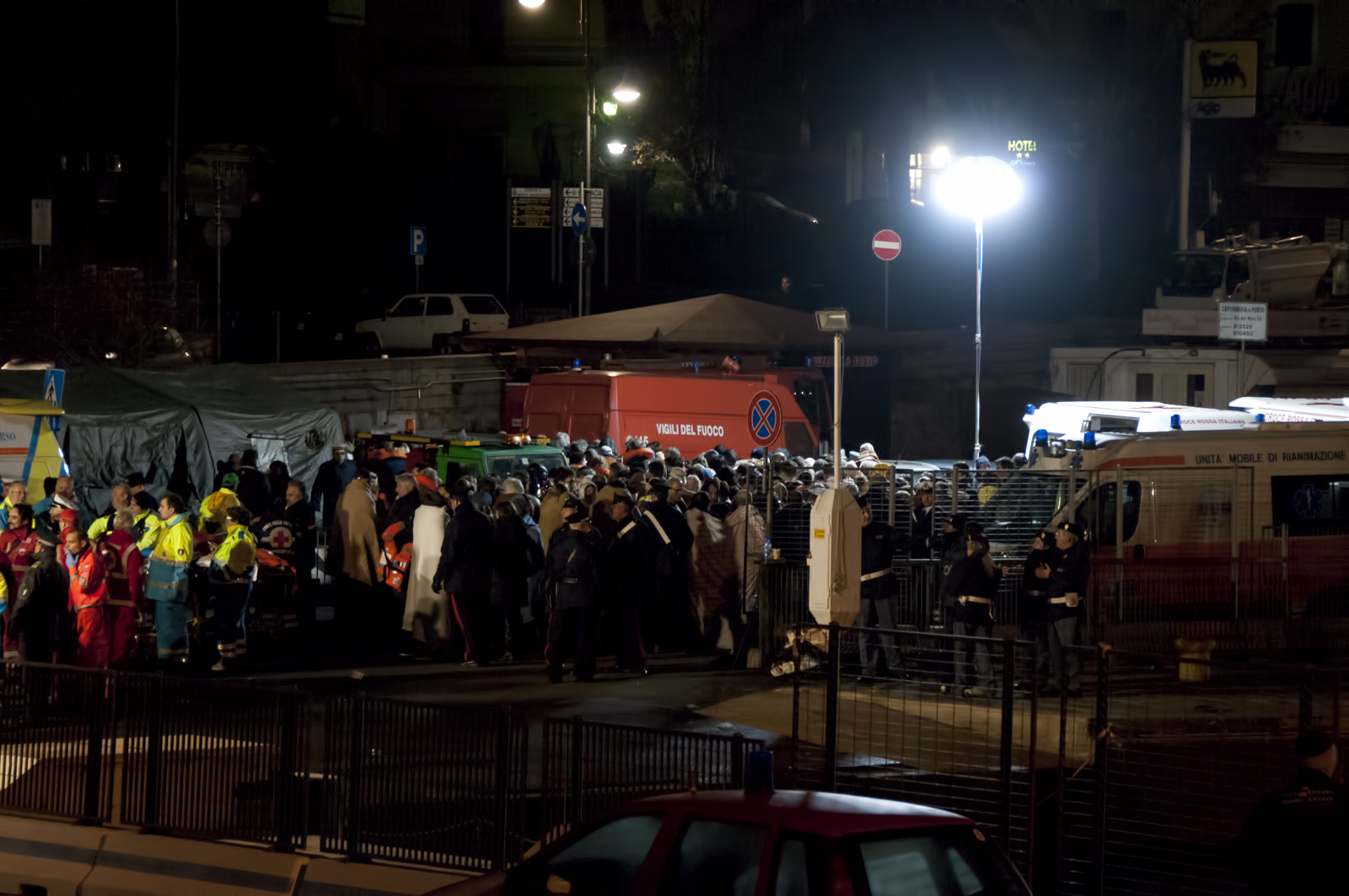
夜中まで避難が続いた
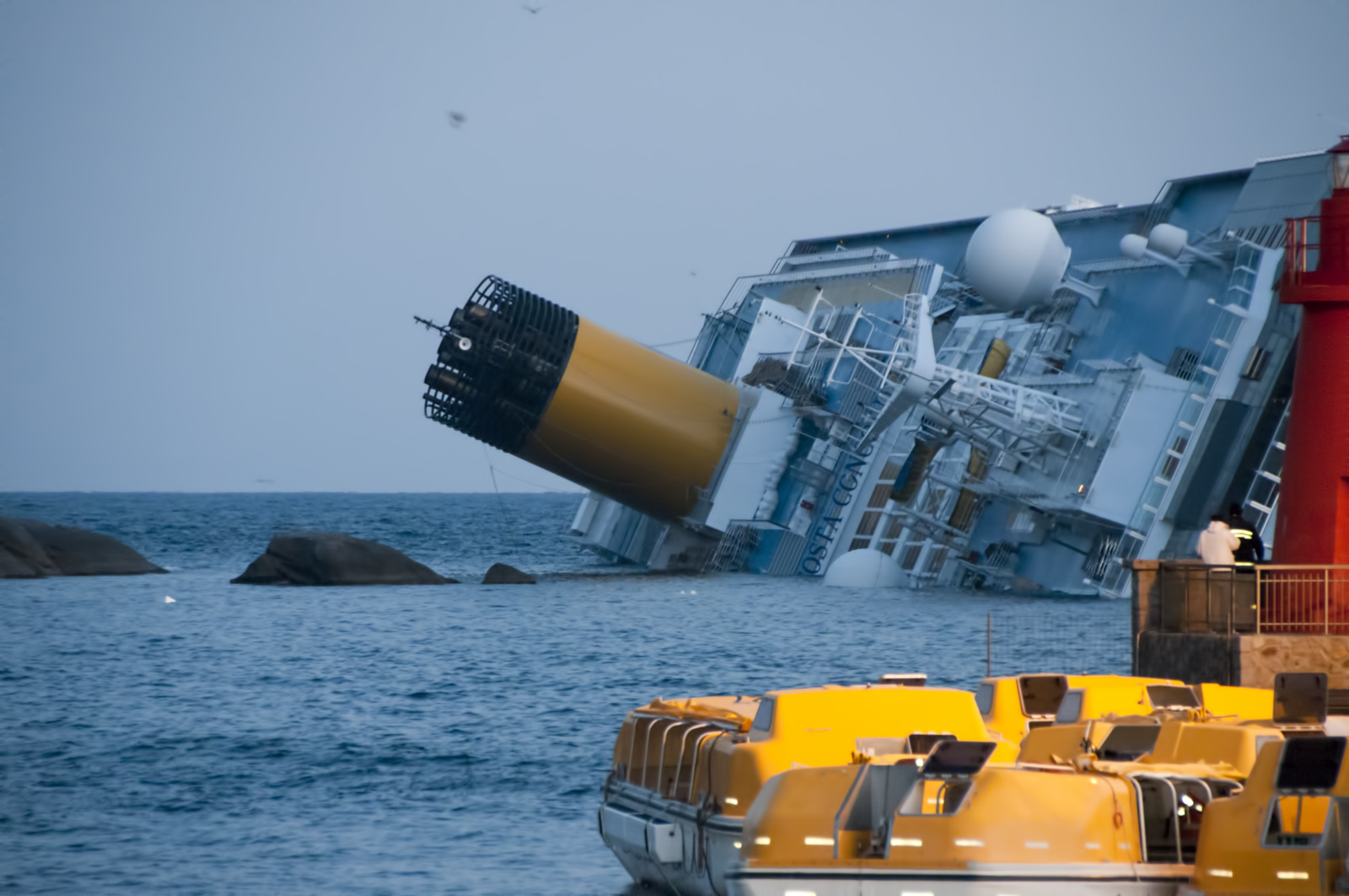
救命ボートとコスタ・コンコルディア

1月19日には、沿岸警備隊と乗組員との交信の様子が公開された。現地時間午後10時12分の様子で、通話している乗組員は高級船員。
コスタ・コンコルディアを所有するコスタ・クロチエレ社は、1月15日、「島に近づきすぎて航行した。判断ミスで重大な結果を招いたと思われる」という声明を発表し、座礁時の過失を認めている。また、緊急時の対応も指摘した。
夏の間は観光地となる、座礁地点付近のジリオ島の住民らは、乗客や救助隊員のために人家やホテルなどを開放し、食料を提供するなど、徹夜で支援活動にあたった。これに対しては多数の賞賛の声が寄せられている。
2013年9月16日、座礁したコスタ・コンコルディアを引き上げる作業が始まった。

## 死者・負傷者
| 国籍         | 死者                               | 行方不明者         |
| ------------ | ---------------------------------- | ------------------ |
| ドイツ人     | 12                                 | –                  |
| イタリア人   | 7（うち1人は引き揚げ作業中に発見） | -                  |
| フランス人   | 6                                  | –                  |
| ペルー人     | 2                                  | –                  |
| アメリカ人   | 2                                  | –                  |
| ハンガリー人 | 1                                  | –                  |
| インド人     | 1（2014年11月3日発見）             | –                  |
| スペイン人   | 1                                  | –                  |
| 合計         | 32                                 | 0                  |
| 事故後       | 1                                  | スペイン人ダイバー |

死者は1月17日に新たな遺体が見つかり、少なくとも11人（フランス人3人［うち1人は高齢男性］、イタリア人高齢男性1人、スペイン人高齢男性1人、ペルー人女性乗組員、ハンガリー人男性を含む）であり、1月17日時点では少なくとも60人が負傷（うち重傷2人）、乗客25人・乗組員4人の計29人が行方不明（うち10名はドイツ人）で、1月15日には船内に閉じ込められていた韓国人カップル2人と男性乗組員1人が救出されている。また、1月18日には、ベトナム人乗組員3名が発見された。行方不明者のドイツ人が、自宅に戻っていたケースもあった。3月22日に5人の遺体が見つかり、死者30人、行方不明者2人となった。
死者の1人で、コスタ・コンコルディアでも演奏していたハンガリー人のヴァイオリニスト、サーンドル・フェヘールは、同乗していた子供2人が救命胴衣を着るのを手伝った後、自分のヴァイオリンを安全な場所に置くため、船内に戻ったという。甲板を出て、救命ボートへ向かう姿が最後に目撃され、その後遺体となって発見された。
2014年2月、海中で事故処理作業中のダイバー１名が破損した船の鉄板で脚を切り、亡くなった。
事故から3年近くが経過した2014年11月3日、最後まで行方不明になっていた1人の遺体が船室内から見つかった。

## 引き上げ作業

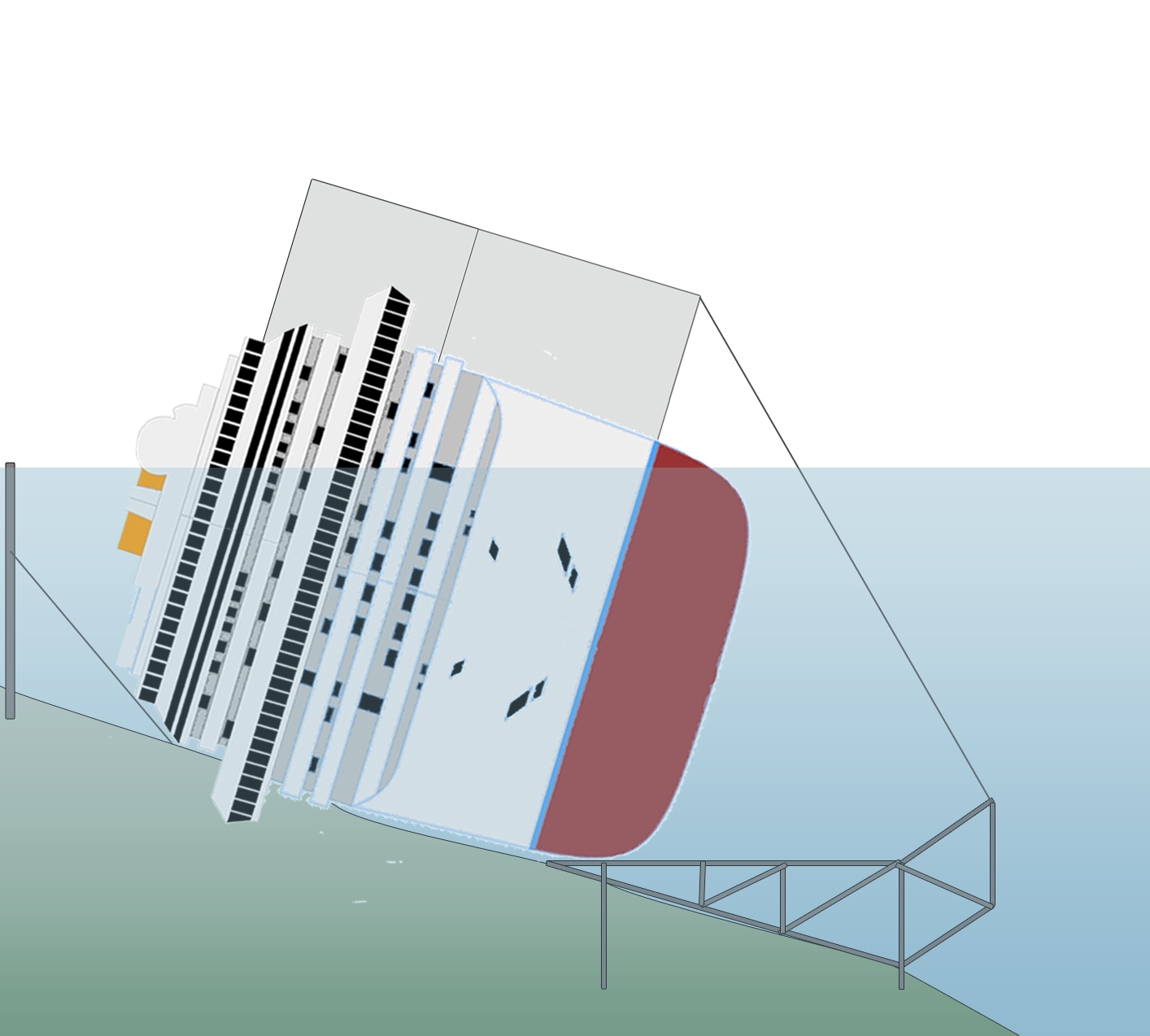
引き揚げ作業1

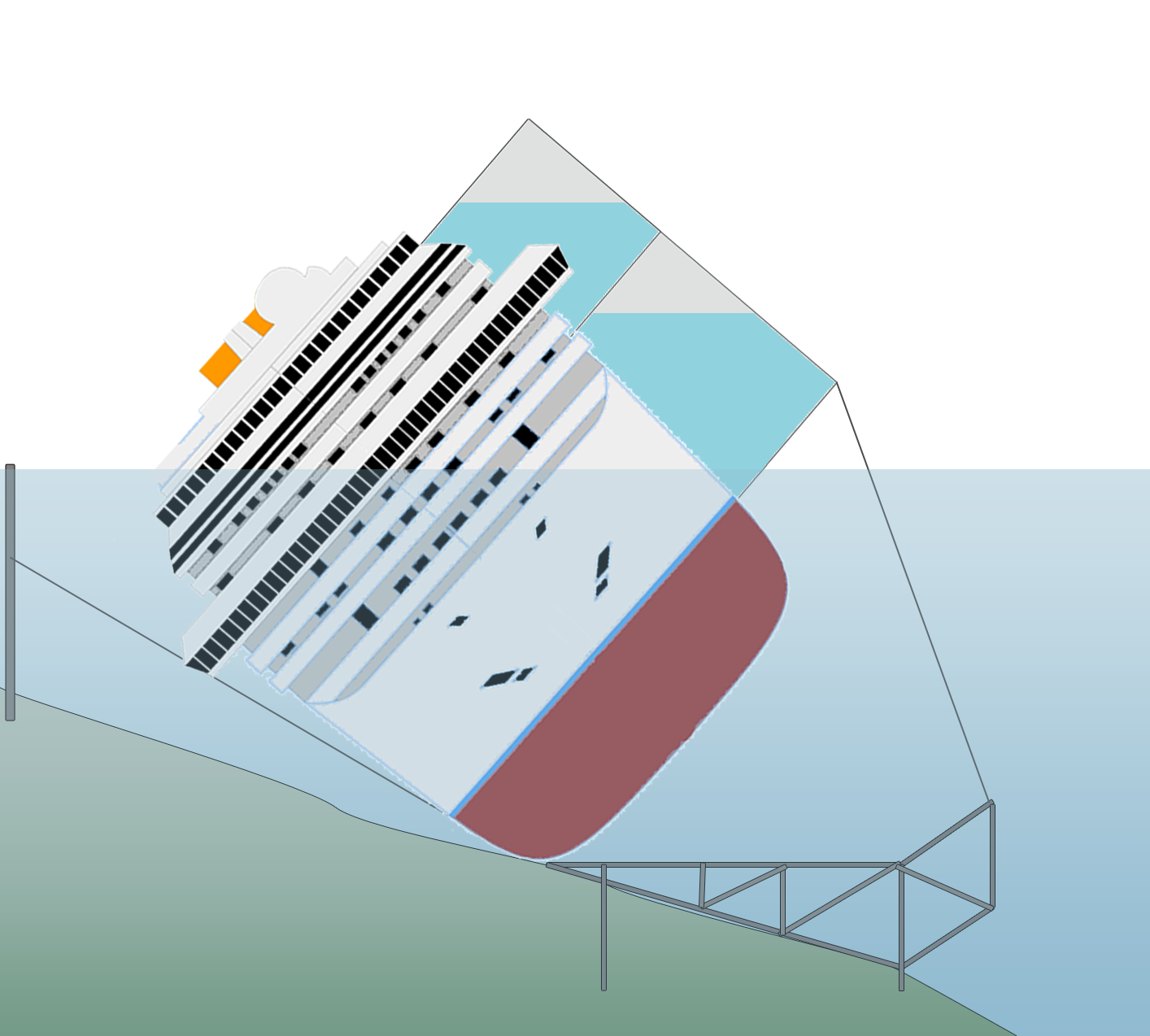
引き揚げ作業2

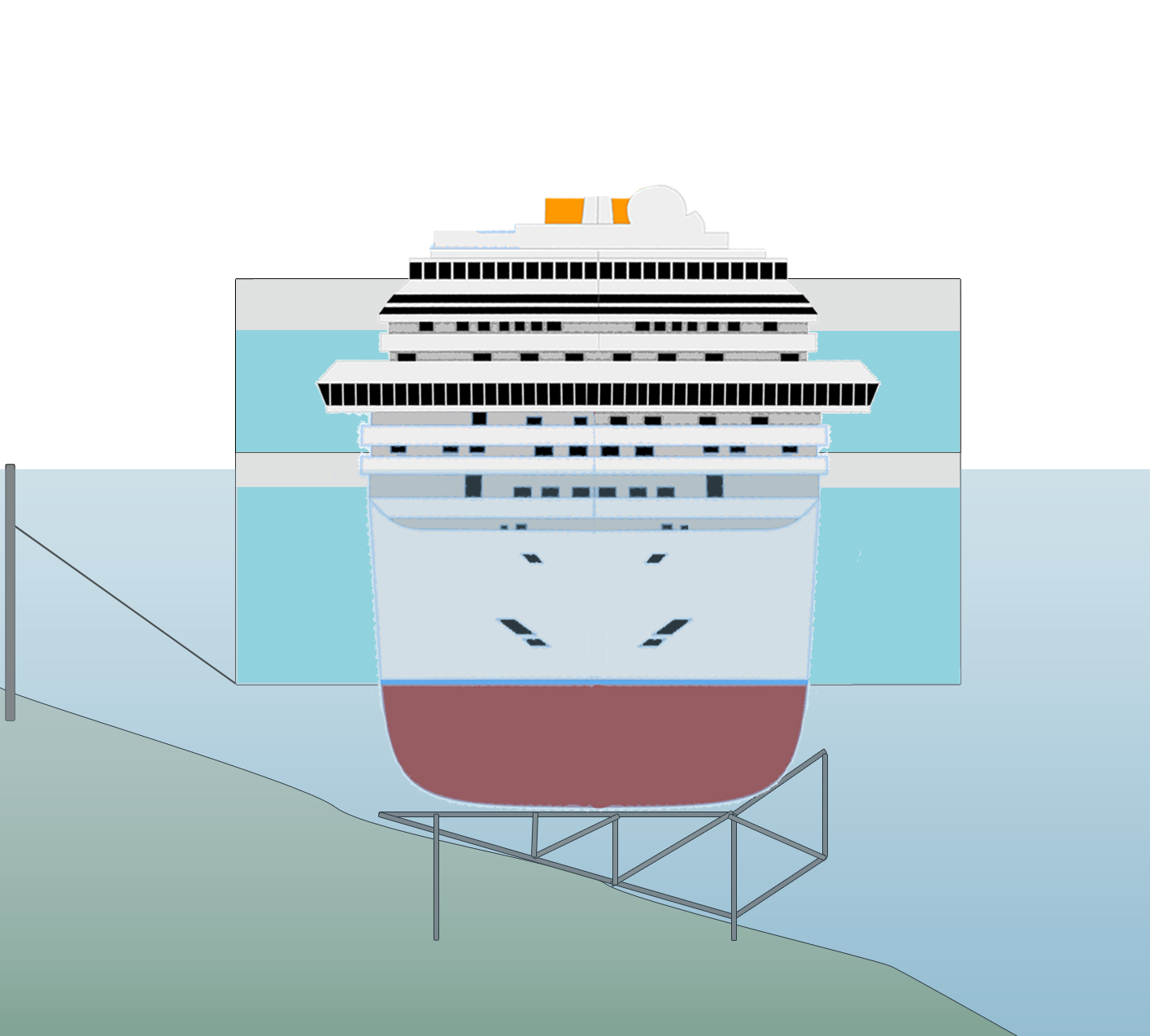
引き揚げ作業3

2012年2月に、オランダの海洋サルベージ会社スミット社とイタリアのネリ社により、船体から重油を取り除く作業が始められ、5月に終了した。
島の沖合に横たわったままだった船体を引き起こす史上最大の作業は、現地時間で2013年9月16日午前8時（雷雨のため予定より2時間遅れた）に開始され、17日未明に完了した。このときに、船体が壊れ、有害物質の流出が懸念されていた。また、サルベージ会社は、「真っ二つになる可能性もある」とし、船内の燃料は抜き取られていたが、塗料用シンナー、殺虫剤、潤滑油など数千リットルの有害物質やチーズ、肉などの食料が残されており、失敗すれば、地中海の汚染は免れられなかった。そのため、ジリオ島には、世界から約500人の専門家が集結した。
船体の引き揚げ作業は、アメリカ・フロリダのタイタン・サルベージ社とイタリアの海洋工事会社ミコペリ社が請け負った。引き揚げ計画のリーダーには、客船の持ち主であるコスタ・クルーズ社に雇われた南アフリカ人のフリーランス転覆船処理請負人、ニック・スローンが就任し、チヴィタヴェッキア港を作業基地にして始められた。船体は65度傾いており、ケーソン（浮き箱）に海水を注入して、その重みを利用し、浮き箱ごとケーブルで引っ張り上げ、約19時間の時間をかけて慎重に起こされた。
水平になった船体は、2014年7月20日にケーソンを使って水に浮かせる作業に成功した。その後は引き船で近くのドックへ運び、解体される予定であるが、一連の撤去費用には15億ユーロ（約2070億円）が見込まれている。建造時の予算は約650億円であるため、解体費用はこれを上回る。。このクラスの巨大船の座礁を処理する場合、通常であれば爆破処理した方がコストを抑えられるが、この事故処理では有害物質の流出防止と行方不明者の捜索の必要があったため、引き揚げ作業が行われた。
なお、この史上最大の作戦は2014年6月16日放送の日本テレビ系列世界まる見え!テレビ特捜部でも放送された。

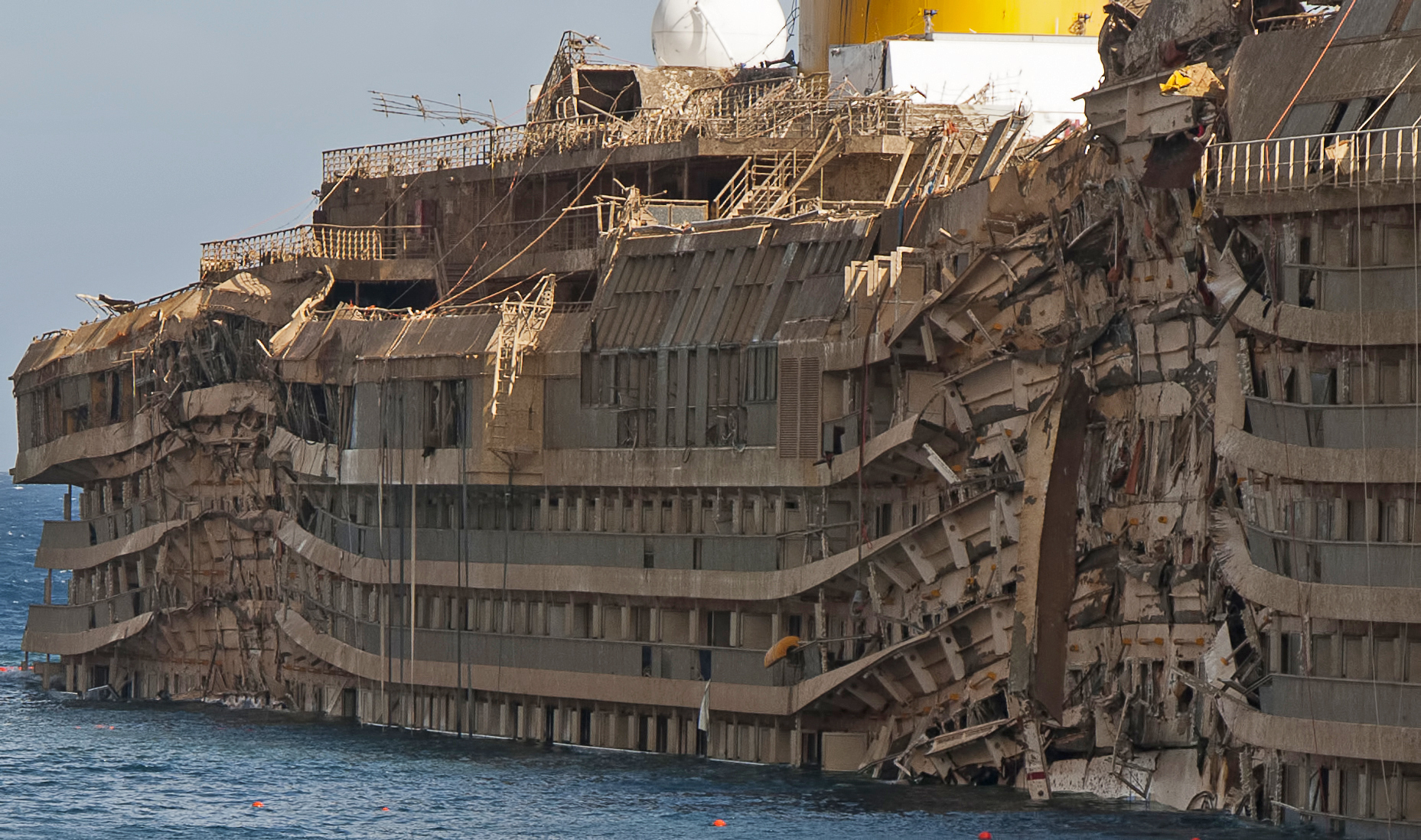
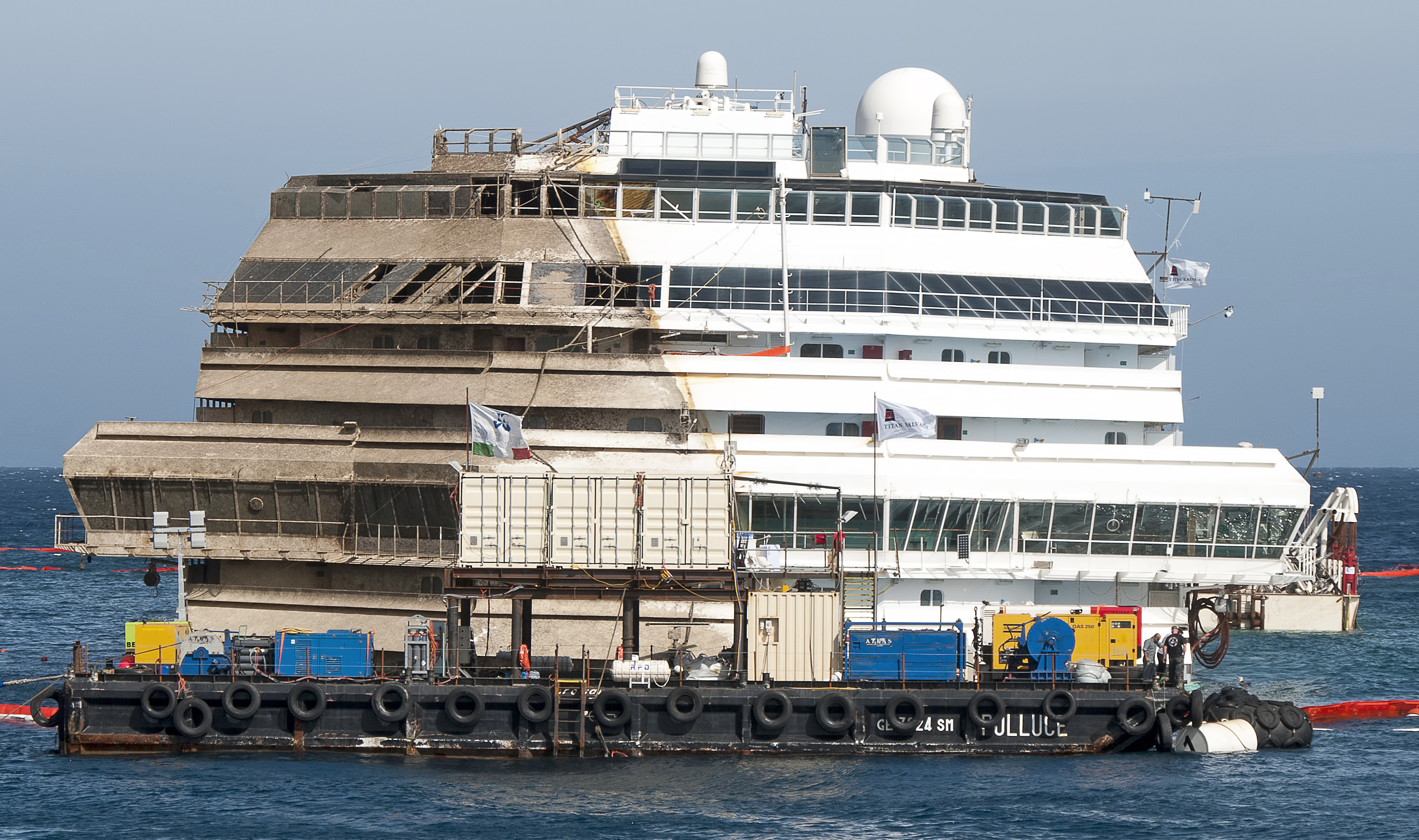
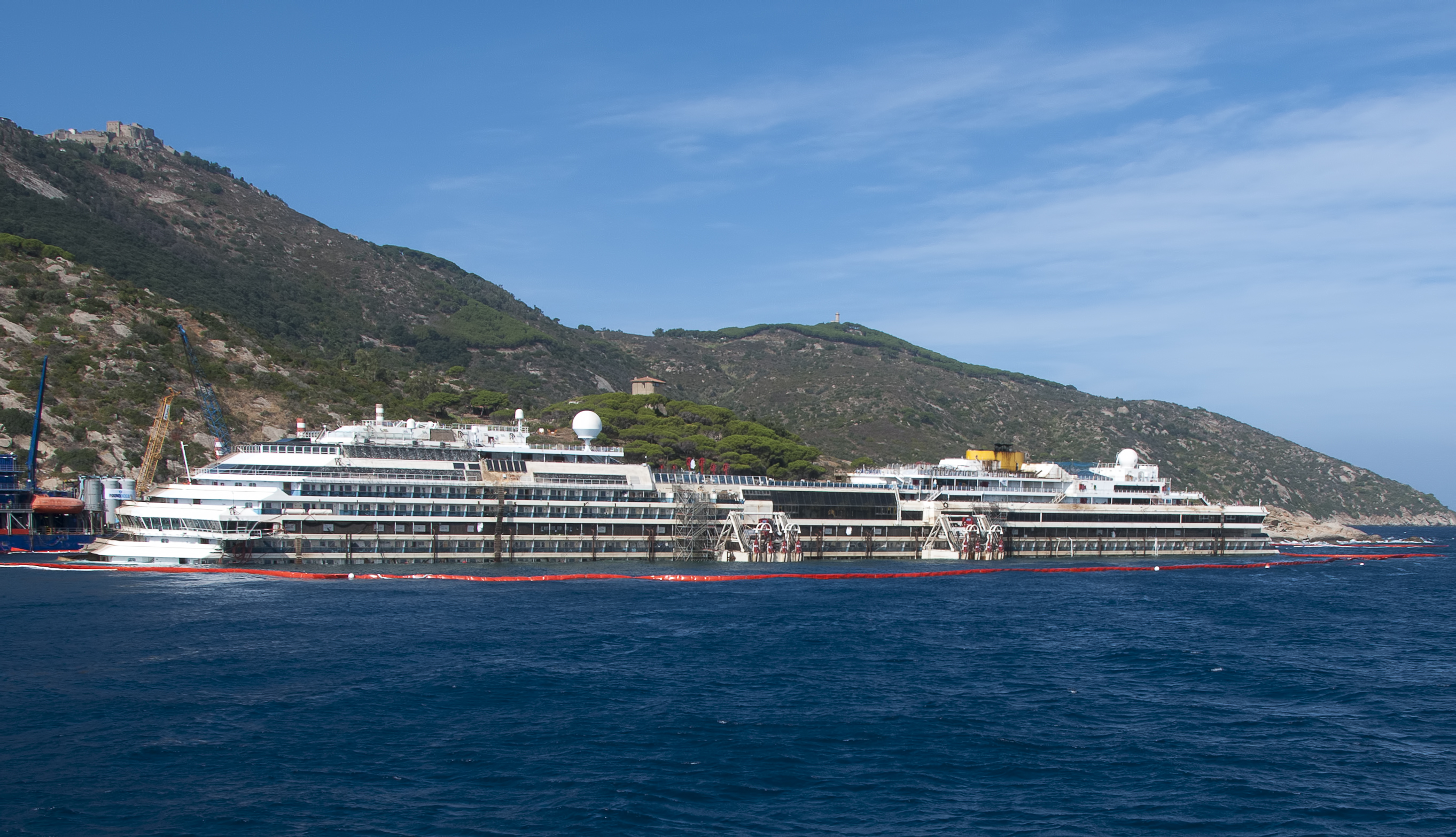

## 裁判
船の船長で慣例となっている最後退船義務を果たさなかったとして元船長のフランチェスコ・スケッティーノはイタリア国内で裁判にかけられ、2015年に過失致死などの罪で禁錮16年の有罪判決を言い渡されている。船長側は上告したが、2017年5月12日にイタリアの最高裁判所が下級審が判決を支持したことで有罪が確定。直ちにローマの刑務所に収容されている。